# Janis Kuros
Janis Kuros (gr. Γιάννης Κούρος, Giannis Kouros, ur. 13 lutego 1956 w Tripoli) – grecki ultramaratończyk. Od 1990 roku mieszka w Australii i posiada również tamtejsze obywatelstwo.
Kuros jest znany z licznych rekordów w biegach na dystansie od 100 do 1000 mil (160 – 1600 km). Bierze również udział w biegach na 24 godziny i licznych ekstremalnych biegach aż do 10 dni i odnosi w nich sukcesy. Jego życiowy rekord na dystansie maratonu to 20:25 (1984). Janis Kuros cztery razy triumfował w Spartathlonie (1983, 1984, 1986, 1990). Dopiero w 2023 roku, jego rekord trasy został pobity przez innego Greka Fotisa Zisimopoulosa.
W 1997 roku w biegu na 24 godziny przebiegł 303,506 km ustanawiając własny rekord. W Colac, w Australii w 2005 roku ustanowił nowy rekord w biegu na 6 dni, biegnąc 1036,851 km.

## Rekordy świata
Kuros jest rekordzistą świata w wielu biegach na odległość oraz czas. Za swój sekret uważa stwierdzenie: „Gdy inni są zmęczeni, poddają się. Ja nie. Mój umysł przejmuje władzę nad ciałem. Mówię mu [ciału], że nie jest zmęczone, i ono słucha”.

### Czas
| 12 h  | Teren | 162.543 km  | 13.545 km/h |
| 12 h  | Tor   | 162.400 km  | 13.533 km/h |
| 24 h  | Teren | 290.221 km  | 12.093 km/h |
| 24 h  | Tor   | 303.506 km  | 12.646 km/h |
| 48 h  | Teren | 433.095 km  | 9.023 km/h  |
| 48 h  | Tor   | 473.797 km  | 9.875 km/h  |
| 6 dni | Teren | 1028.370 km | 7.142 km/h  |
| 6 dni | Tor   | 1038.851 km | 7.214 km/h  |

### Odległość
| 100 mil  | Teren | 11h 46min 37s     | 13.665 km/h |
| 1000 km  | Tor   | 5d 16h 17min 00s  | 7.338 km/h  |
| 1000 km  | Teren | 5d 20h 13min 40s  | 7.131 km/h  |
| 1000 mil | Teren | 10d 10h 30min 36s | 6.424 km/h  |